# Melilitita
Les melilitites són roques ígnies, generalment extrusives i de color fosc. Són roques ultrabàsiques i alcalines que contenen principalment melilita (més del 90% modal), olivina i nefelina. Formen part del grup de les roques melilítiques. S'han descrit en diversos ambients volcànics entre els quals es troben Noruega i Austràlia; el volcà actiu Nyiragongo (República Democràtica del Congo) és conegut per les seves laves melilitítiques associades a altres laves ultra-alcalines.